# 國際法哲學與社會哲學學會
國際法哲學與社會哲學學會（International Association for the Philosophy of Law and Social Philosophy）為法哲學領域最重要的世界性學術組織。1909年創立於德國，原名為國際法哲學與經濟哲學學會，後改為現名。

## 简介
目前全球有四十六個分會，學會成員以各大學的法學、社會學、哲學教授為主。自1977年起IVR每二年舉辦一次世界性的學術會議，主辦學術期刊Archiv für Rechts- und Sozialphilosophie（ARSP），並編寫網路法哲學百科全書。
多位重要的法哲學家皆為IVR榮譽會長，如Aulis Aarnio（芬蘭）、碧海纯一（日本）、諾貝托·波比歐†（義大利）、Arthur Kaufmann†（德國）、Hermann Klenner（德國）、Enrico Pattario（義大利）、Miguel Reale†（巴西）、Carl Wellman（美國）、Arthur F. Utz†（瑞士）。
2003年至2005會長原為瑞典法哲學家Aleksander Peczenik。，在其過世後由波蘭的Marek Zirk-Sadowski出任代理主席。